# Podberezie
Podberezie (ukr. Підбереззя) – wieś w rejonie łuckim obwodu wołyńskiego
Wieś założona w 1629 r. W II Rzeczypospolitej miejscowość była siedzibą gminy wiejskiej Podberezie w powiecie horochowskim województwa wołyńskiego. Wieś liczy 1020 mieszkańców.
Wieś należała pierwotnie do Mariana Grocholskiego, zaś później w majątku zamieszkali jego córka Maria z mężem Zygmuntem Czerwińskim i rodziną.
Do 2020 w rejonie horochowskim. 